# Five Nights at Freddy's 2
Five Nights at Freddy's 2 je nezávislá počítačová a mobilní hororová hra pro jednoho hráče a pokračování populární hry Five Nights at Freddy's. Hra vyšla 11. listopadu 2014 pro počítače na platformě Steam, 15. listopadu 2014 pro Android, 20. listopadu 2014 pro iOS,  2. prosince 2014 pro Windows Phone a pro Nintendo Switch, PlayStation 4 a Xbox One 29. listopadu 2019. Vytvořil ji autor prvního dílu Scott Cawthon přes herní engine ClickTeam Fusion 2.5.

## Děj hry
Hra je zasazena do roku 1987, kde hráč v roli Jeremyho Fitzgeralda dostane práci v pizzerii Freddyho Fazbeara jako noční hlídač. Úkol hráče je přežít následujících 5 nocí v této pizzerii. Není tam však sám. Spolu s hráčem se v pizzerii nachází několik "animatroniků" - toto označení je ve hře použito pro roboty se zvířecí podobou. Jejich význam pro pizzerii je ve dne k zabavení mladých hostů. Právě v noci dochází k zlomovému okamžiku, kdy se tito animatronici záhadným způsobem vymknou kontrole. Z příběhu se můžeme dozvědět, že animatronici jsou posedlí dušemi zemřelých. Z jejich vraždy neprávem obviňují nočního hlídače, a proto se stane jejich cílem.
V tomto díle hry byli přidáni Toy animatronici (česky animatronická hračka), kteří nejsou posedlí žádnými dušemi. Jelikož se příběh odehrává v listopadu, znamená to, že nahrávka od Phone guye je repríza, protože hned v 1. noci říká: „Vítej na své letní brigádě.“ Jako v předešlém díle je zde možnost šesté (nejnáročnější) noci a "Custom Night", kde si hráč může libovolně nastavit obtížnost.

## Herní mechanika
Na rozdíl od předchozího dílu nejsou na bocích kanceláře dveře. Místo nich jsou zde dvě ventilační šachty, do kterých je možné si posvítit, ale ne je zavřít.
V této hře jsou přidány nové způsoby bránění se proti animatronikům. První a na většinu animatroniků fungující je nasadit si masku Freddyho Fazbeara, což animatronika zmate a odežene z kanceláře. Druhý způsob jak odehnat animatronika je baterkou. Pokud na animtronika hráč zasvítí, světlo ho oslepí, a odejde. Tato metoda funguje jen u některých animatroniků. Baterka má v sobě baterie, které mají velmi malou kapacitu a dlouho v chodu nevydrží. Proto by měl baterku hráč využívat jen když je to nutné. Baterkou si lze posvítit i do místnosti, která je zobrazována přes kamery, jinak je v místnosti velmi špatná viditelnost.

## Postavy

### Staří (Withered) animatronici
V místnosti s náhradními díly se nachází čtyři animatronici: Freddy, Chica, Bonnie a Foxy, kteří pochází ze staré pizzerie (z lokace Fredbears Family Diner-Fredbear and Friends). Byli podle všeho převezeni do této nové pizzerie, protože ta stará byla zavřena kvůli incidentu the Bite of '83. Vypadají úplně jinak, než ve staré pizzerii. Po nějaké době se porouchali, takže byli nahrazeni novými verzemi (Toy animatroniky). Pro postavení nových verzí byly použity součástky ze starých animatroniků, proto jsou tak rozbití. Po nějaké době byli i Toy animatronici sešrotováni.

#### Withered Freddy
Je ze starších animatroniků nejméně poničený. Není rozebraný, má v sobě jen pár děr a někde přečnívající kabely. Jako jediný ze starých animatroniků má ruce v celku, respektive z nich nevyčnívá endoskelet (robotická kostra, díky které se mohou animatronici pohybovat). V týdnu se poprvé vyskytne ve 3. a 4. noci, ale opravdové nebezpečí představuje až od 5. noci a dál. Lze ho vidět na chodbě jen na jediném místě a to zhruba uprostřed. Je mužského pohlaví.

#### Withered Chica
Je poničená tak, že téměř ani nepřipomíná její originální podobu (opravenou verzi po převezení do nové restaurace). Chybí jí čelistní klouby a podstatná část rukou, které má vždy (mimo přítomnost ve ventilační šachtě) v pravém úhlu vzhledem k tělu. Aktivní začíná být od třetí noci a v noci následující její aktivita výrazně vyroste. V hlavní chodbě začne svou cestu k hráči sdílet s Toy Bonniem. K hráči přichází pravou ventilační šachtou. Je ženského pohlaví.

#### Withered Bonnie
Dalo by se posoudit, že je poničený na stejné úrovni jako Chica. Postrádá většinu obličeje, ze kterého zbyla pouze dolní čelist. Prázdné místo odhaluje jeho endoskelet. Kompletně mu chybí levá ruka a z kostýmu, především v oblasti nohou, mu vyčnívají dráty. V hlavní chodbě začne svou cestu sdílet s Toy Chicou. Aktivní začíná být ve 3. noci, pak jeho aktivita kolísne a v 5. noci začne být vysoká. Je mužského pohlaví.

#### Withered Foxy
Má špičatější tváře a delší čelist, než jeho originální verze, a po celém těle mu chybí různé části kostýmu. Jeho způsob útoku je pro hru speciální. Pokud vyjde ze své počáteční místnosti, tak útočí přímo z chodby a jediný způsob, jak ho odehnat, je zablikat na něj pětkrát baterkou (na masku Freddyho nereaguje). Foxy je jediný animatronik, který reaguje na Balloon Boye. Chodí za zvukem jeho smíchu.  Jeho útoky se zřídka objevují už ve 2. noci a ve 4. noci jeho aktivita znatelně naroste a na konci týdne následuje další vysoký nárůst, po kterém už je aktivní velmi vysoce. Je mužského pohlaví.

#### Withered Golden Freddy
Je stejně jako v prvním díle pravděpodobně halucinací, protože útočí pouze jeho hlava, která se po útoku postupně zprůhledňuje. Jeho útok nyní nezpůsobuje pád hry. Má dva typy útoku. Při prvním se zjeví vedle hlídačova stolu a při druhém se v hlavní chodbě objeví pouze jeho hlava, která se pohybuje směrem k hráčovu stolu. Zde se lze bránit použitím Freddyho masky. Aktivní vůbec začne být až v pozdních nocích, ale i tam se jeho útoky mohou objevovat jen zřídka. Je mužského pohlaví.

### Noví (Toy) animatronici
Byli vytvořeni jako nová verze původní skupiny čtyř animatroniků a stejně jako ve staré restauraci přes den hrají v kapele. Jejich vzhled je udělán tak, aby byli pro děti atraktivnější. Vzhledem připomínají hračky, a proto mají před svým jménem "Toy" (anglicky hračka). Po nehodách a vraždě pěti dětí v předchozí restauraci byli vybaveni různými bezpečnostními systémy, jako je rozpoznávání obličeje, které je napojeno na kriminální databázi. Po pár týdnech se však bezpečnostní systémy porouchají, což silně afektuje chování animatronika a ten tak přestane správně fungovat. Právě z těchto důvodů se krátce fungující pizzerie uzavírá.
Uh they interact with the kids just fine, but when they encounter an adult, they just...stare.
Phone Guy, telefonát ve 4. noci
Překlad: Uh s dětmi interagují prostě v pohodě, ale když se setkají s dospělým člověkem, prostě...zírají.

#### Toy Freddy
Je nová verze Freddyho Fazbeara a stejně jako on drží v ruce mikrofon a má na hlavě cylindr, ale s červeným pruhem. Tváře má namalované na červeno. Je poměrně málo aktivní v 1. a 2. noci, pak jeho aktivita úplně opadne a následně je opět nízce aktivní v pozdních nocích. Do kanceláře vstupuje hlavní chodbou, ve které lze vidět, jak mění pozice a je blíž a blíž. Nasadit si masku hráč musí ale až bude přímo v kanceláři. Je z plastu. Je mužského pohlaví.

#### Toy Chica
Je nová verze Chicy. Začíná společně s Toy Freddym a Toy Bonniem na pódiu. Když z něj schází, sundá si zobák a změní se jí oči (z modrých na kompletně černé s malými bílými zorničkami). Tato scéna sice v samotné hře viditelná není, ale lze tak soudit, protože na dalším místě, kde ji lze vidět tak opravdu vypadá. V hlavní chodbě začíná cestu sdílet s Withered Bonniem. Přichází levou ventilační šachtou. Přímo do kanceláře nechodí. Když ji hráč uvidí ve ventilaci, tak si musí nasadit masku a počkat, než uslyší zvuk pohybu animatronika ve ventilaci. Lze ji spatřit, jak stojí v hlavní chodbě. Spolu s Toy Bonniem jsou prvními aktivními animatroniky ve hře, aktivní je do 2. noci, zřídka se útoky objevují poté i v noci 3., pak je neaktivní a následně je mírně aktivní v pozdních nocích. Stále u sebe nosí svůj cupcake. Je také z plastu. Je ženského pohlaví.

#### Toy Bonnie
Prošel oproti Bonniemu velkými změnami. Získal bledě modrou barvu. Břicho a vnitřek uší má bílý a má veliké zelené oči s dlouhými řasami. Stejně jako Bonnie má v prvním díle kytaru, kterou neodkládá ani při scházení z pódia. V hlavní chodbě začíná sdílet cestu s Withered Chicou. Přichází pravou ventilační šachtou, ve které je vidět jeho bílý ocas a až hráč uvidí ve ventilaci jeho hlavu, po nasazení masky musí počkat, než přejde před hráčovým stolem a až zmizí, tak si může hráč masku bezpečně sundat. Aktivní je úplně stejně jako Toy Chica, jediný rozdíl se ovšem vyskytuje v 1. noci, kdy je téměř neznatelně více aktivní než ona. Bonnie je také z plastu. Je mužského pohlaví.

#### Mangle
Byla ponechána jako stavebnice v Dětské zátoce. Schází jí/mu většina kostýmu, kromě masky, chodidel a rukou. Její/ho úroveň aktivity je znatelně kolísavá. První výskyt je ve 2. noci, pak se stává neaktivní(m), a od 4. noci začíná právě kolísat. Pohybuje se po stropě, odkud také útočí. Má dvě hlavy. Jednu z nich si může sundat a dát ji do pravé ventilační šachty jako repliku sebe samé. Pravý/á on/a se ale nachází na konci chodby těsně před kanceláří. Pokud se hráčovi povede nasadit si masku ještě v této fázi, útok úspěšně vyblokoval. Jestliže to ale nestihne, Mangle se zavěsí nad hlídače na strop a v této chvíli se hráč před smrtí nemůže nijak bránit. Dříve se Mangle měl/a jmenovat Toy Foxy.
Baloon Boy
Znázorňuje malého kluka s balónkem v jedné ruce a cedulí s nápisem "Balloons!" v ruce druhé. Podobně jako ostatní Toy animatronici má barevné tváře a vzhled hračky. Umí jako jediný animatronik mluvit. Stává se aktivním od druhé noci, po které je aktivní stále nízce a mírný vzestup následuje v 5. noci. Jeho cesta z počátečního herního koutku není vidět, dokud nedorazí k levé šachtě. Je unikátní v tom, že na hráče neútočí přímo. Místo toho sebere hlídači baterie do svítilny (ukazatel baterie v levém horním rohu se bude ale stále zobrazovat jako plný) a začne se smát. Smích přiláká Withered Foxyho, který poté zaútočí. Odehnat Ballon Boye hráč může maskou. Jak už název napovídá, je mužského pohlaví.

#### Balloon Girl - JJ
Je přebarvenou verzí Balloon Boye. Jde o easter egg. Schovává se pod hráčovým stolem a nevydává žádný zvuk. Pozoruje hlídače a po chvíli zmizí. Balloon Girl má fialové a tyrkysové proužky, má růžové oči a na rozdíl od Balloon Boye nedrží nic v ruce. Nelze ji vidět na kameře a ani v minihře. Na hlídače neútočí. Jak už název napovídá, je ženského pohlaví.

#### Puppet the Marionette
(Česky Loutka Marionette) není animatronikem, ale loutkou. Má velmi tenké tělo, ruce a nohy. Na hlavě má nepohyblivou masku, která připomíná obličej mima. V minihrách vypadá, jakoby se vznášela, což může být způsobeno závěsnou konstrukcí s kolejnicemi na stropě nebo paranormální aktivitou. Jeho činnost není přímo ovlivněna průběhem týdne ani hodin, vylézá z krabice, pokud hráč "nenatáhne" včas Music Box, který se nachází na kameře 11 v Prize Corner. Jeho mechanika tím pádem funguje tak, že čím větší má úroveň aktivity, tím rychleji čas na natáhnutí Music boxu zkracuje. Je aktivní celý týden a jeho aktivita se kontinuálně zvyšuje každou nocí. Pokud opustí krabici, ze které vylézá, hráč se nemůže proti jejímu útoku nijak bránit.
Puppet neboli Marionette nemá stejně jako animatronik určité pohlaví a měl by být zmiňován ve středním rodě. V loutce se ale nachází duše mrtvé dcery majitele první pizzerie Freabears Family Dinner (Charlotte). Je první obětí Purple Guye (zabita pravděpodobně ještě ve Fredbear's Family Dinnear, kde kromě Fredbeara a Spring Bonnieho byl i Security Puppet) a jak můžeme vidět v tajných minihrách, ven ji zamkli ostatní děti, které si z ní utahovaly. Před pizzerii ale přijelo fialové auto, ze kterého vystoupil Purple Guy, který Charlotte zabil a z místa hned poté odjel. Následně byla pohozená do uličky vedle pizzerie. Nakonec se k ní dostal Security Puppet, který ji měl hlídat, ovšem už bylo příliš pozdě. Byla první duší, která posedla nějakého animatronika, kterým byl právě Puppet neboli Marionette který byl poté přesunut do Freddy Fazbear's Pizza a dala život i ostatním zavražděným dětem tím, že jejich duše spojila s animatronickými těly. Tato těla patří animatronikům ve hře Five Nights at Freddy's 1, tím pádem Withered animatronikům z Five Nights at Freddy's 2.

### Shadow Animatronici
Shadow animatronici, v překladu Stínoví animatronici jsou záhadné postavy, halucinace, o kterých je shromážděno velmi málo informací a mohou být považovány spíše za easter egg. Na hráče ani jeden z nich neútočí.

#### Shadow Freddy
Lze ho vzácně vidět na kameře 8 (místnost s náhradními díly) na několik sekund a to pod podmínkou, že je místnost prázdná (nejsou v ní žádní animatronici). Spekuluje se, že se jedná o Fredbeara z původní restaurace Fredbear's Family Dinner (1983). Je mužského pohlaví.

#### RWQFSFASXC (Shadow Bonnie)
Lze ho extrémně vzácně vidět vlevo přímo v kanceláři před stolem. Je celý černý a má bílé oči a zuby. Vzhledově je podobný Toy Bonniemu. Oficiální název nalezen v souborech hry je RWQFSFASXC, ale komunitou hráčů je označován Shadow Bonnie. Pokud se na něj hráč dívá dlouho, hra spadne. Je mužského pohlaví.

### Vedlejší postavy

#### Purple guy
(Česky Fialový chlápek, pravým jménem William Afton) je údajný vrah přibližně dvacítky dětí a také otec 3 dětí: Elizabeth (zabitá Circus Baby z FNaF: Sister Location, známé také jako FNaF 5), Michael (nejstarší bratr, který strčil svého mladšího bratra Evana do Fredbearovy tlamy - The Bite of '83, za Michaela také hrajeme v FNaF: Sister Location) a nejmladší Evan (hrajeme za něj ve FNaF 4). Má jít o majitele soustavy restaurací u Freddyho Fazbeara. Může být spatřen pouze v minihrách jako fialový člověk. Ve hře Five Nights at Freddy's 6: Pizzeria Simulator se po zakoupení automatu se hrou s auty zapne skrytá minihra, v níž se v hráčích snaží Scott Cawthon vyvolat nejistotu, protože tam Purple guye (Williama Aftona) zobrazí jako žlutého.

#### Phone guy
Je bývalý noční hlídač. Jeho nahrávky můžeme slyšet z telefonu. Vypráví události o dané oblasti a zároveň pomáhá hráči přežít celý týden tím, že dává rady. Phone guy je namluven vývojářem této hry Scottem Cawthnem

#### Jeremy Fritz (Fritzgerald)
Noční hlídač, představuje jej hráč.

## AI úroveň animatroniků
Tabulka je zde.

## Módy
Další novinkou v tomto díle jsou módy. Jsou to speciální noci, kde jsou aktivní pouze určití animatronici s určitými úrovněmi aktivity. Vždy mají nějakou tematiku a podle ní i název.
| Název Módu                          | Withered Freddy | Withered Bonnie | Withered Chica | Withered Foxy | Baloon Boy | Toy Freddy | Toy Bonnie | Toy Chica | Mangle | Withered Golden Freddy | Odměna (na stůl v kanceláři)  |
| ----------------------------------- | --------------- | --------------- | -------------- | ------------- | ---------- | ---------- | ---------- | --------- | ------ | ---------------------- | ----------------------------- |
| 20/20/20/20                         | 20              | 20              | 20             | 20            | 0          | 0          | 0          | 0         | 0      | 0                      | Hvězda (zobr. v hlavním menu) |
| New&Shiny (Nové&Nablýskané)         | 0               | 0               | 0              | 0             | 10         | 10         | 10         | 10        | 10     | 0                      | Figurka Toy Bonnie            |
| Double Trouble (Dvojité trable)     | 0               | 20              | 0              | 5             | 0          | 0          | 20         | 0         | 0      | 0                      | Plyšová hračka Bonnie         |
| Night of Misfits (Noc nezdarů)      | 0               | 0               | 0              | 0             | 20         | 0          | 0          | 0         | 20     | 10                     | Figurka Ballon Boy            |
| Foxy Foxy                           | 0               | 0               | 0              | 20            | 0          | 0          | 0          | 0         | 20     | 0                      | Plyšová hračka Foxy           |
| Ladies' Night (Dámská noc)          | 0               | 0               | 20             | 0             | 0          | 0          | 0          | 20        | 20     | 0                      | Plyšová hračka Chica          |
| Freddy's Circus (Freddyho Cirkus)   | 20              | 0               | 0              | 10            | 10         | 20         | 0          | 0         | 0      | 10                     | Plyšová hračka Freddy         |
| Cupcake Challenge (Cupcaková výzva) | 5               | 5               | 5              | 5             | 5          | 5          | 5          | 5         | 5      | 5                      | Chiččin cupcake               |
| Fazbear Fever (Fazbearská Horečka)  | 10              | 10              | 10             | 10            | 10         | 10         | 10         | 10        | 10     | 10                     | Mikrofon                      |
| Golden Freddy (Zlatý Freddy)        | 20              | 20              | 20             | 20            | 20         | 20         | 20         | 20        | 20     | 20                     | Plyšová hračka Golden Freddy  |

## Minihry
Pokud hráč zemře, je zde určitá a malá šance, že se mu objeví minihra s grafikou Atari 2600. Minihry se odehrávají ve stejné restauraci jako celý tento díl a poodkrývají její temnou historii. Na konci většiny miniher se objeví animace útoku některého z animatroniků.

### Dej dětem dort
(Give Cake to the Children) – Hráč v roli Freddyho obchází brečící děti a dává jim dorty, aby je rozveselil. Mezi tím k osamělému smutnému dítěti za oknem přijede fialové auto, ze kterého vystoupí Purple Guy, dítě zavraždí a odjede. Na pozadí se ozývá hláskování "S-A-V-E-H-I-M" (zachraň ho) a minihra končí útokem Puppet. Tato minihra je ukázána z pohledu Puppet v jiné minihře ve Five Nights at Freddy's 6: Pizzeria Simulator (Freddy Fazbear's Pizzeria Simulator).

### Foxyho minihra
Hráč se ujme role Foxyho a začíná v pirátské zátoce. Musí jít průchodem do jídelny, která je napravo. Přijde za skupinou dětí, která začne jásat a oslavovat. Poté se Foxy znovu objeví v pirátské zátoce a celé se to ještě jednou zopakuje. Potřetí ale v zátoce stojí a usmívá se Purple Guy. Když jde Foxy do jídelny, najde pět mrtvých dětí a poté se objeví animace útoku Foxyho.

### Zachraň je
(SAVE THEM) – Hráč se ujme role Freddyho a má za úkol sledovat Marionette. Pokud se rozhodne za ní nejít, může narazit na různé animatroniky. Při styku s nimi se objeví šum a hra se vrátí do hlavního menu. Ve vzácných případech hráč potká Purple Guye, který na něj vyběhne s předmětem (nejspíše nožem) v ruce. V rohu obrazovky se objeví nápis "You can't" (ty nemůžeš). Celou dobu se na pozadí ozývá hláskování "S-A-V-E-T-H-E-M"; podle něj má minihra svůj název. Jedná se o jedinou minihru, která nekončí animací útoku.

### Dej dárky, dej život
(Give Gifts, Give Life) – Hráč se ujme role Puppet. Nachází se v místnosti se čtyřmi zavražděnými dětmi a nápisem "Give Gifts" v levém horním rohu. Musí obejít všechny děti a dát jim dárečky. Puppet si totiž myslí, že jsou děti smutné a rozdávání dárků je jediný způsob, jak je může rozveselit. Když to nepomůže, nápis se změní na "Give Life" a Puppet začne dětem dávat masky původních animatroniků. Během hraní se na pozadí ozývá hláskování "H-E-L-P-T-H-E-M" (pomoz jim) a po rozdání všech masek se objeví animace útoku Golden Freddyho. Na téměř nepostřehnutelnou chvíli se také uprostřed objeví páté dítě představující právě Golden Freddyho.